# Michael Woud
Michael Cornelis Woud (Auckland, 16 gennaio 1999) è un calciatore neozelandese, portiere dell'Auckland FC e della nazionale neozelandese.

## Carriera

### Club
Il 14 luglio 2018 viene acquistato a titolo definitivo dal Willem II.

### Nazionale
Ha giocato nella nazionale neozelandese Under-17.
Con la nazionale neozelandese Under-20 ha disputato 4 match nel corso del campionato mondiale 2017.
Ha esordito con la nazionale maggiore il 7 giugno 2018 in occasione dell'amichevole vinta 2-1 contro l'India.

## Statistiche

### Cronologia presenze e reti in nazionale
| Cronologia completa delle presenze e delle reti in nazionale ― Nuova Zelanda | Cronologia completa delle presenze e delle reti in nazionale ― Nuova Zelanda | Cronologia completa delle presenze e delle reti in nazionale ― Nuova Zelanda | Cronologia completa delle presenze e delle reti in nazionale ― Nuova Zelanda | Cronologia completa delle presenze e delle reti in nazionale ― Nuova Zelanda | Cronologia completa delle presenze e delle reti in nazionale ― Nuova Zelanda | Cronologia completa delle presenze e delle reti in nazionale ― Nuova Zelanda | Cronologia completa delle presenze e delle reti in nazionale ― Nuova Zelanda |
| Data                                                                         | Città                                                                        | In casa                                                                      | Risultato                                                                    | Ospiti                                                                       | Competizione                                                                 | Reti                                                                         | Note                                                                         |
| ---------------------------------------------------------------------------- | ---------------------------------------------------------------------------- | ---------------------------------------------------------------------------- | ---------------------------------------------------------------------------- | ---------------------------------------------------------------------------- | ---------------------------------------------------------------------------- | ---------------------------------------------------------------------------- | ---------------------------------------------------------------------------- |
| 7-6-2018                                                                     | Mumbai                                                                       | India                                                                        | 1 – 2                                                                        | Nuova Zelanda                                                                | Amichevole                                                                   | -1                                                                           |                                                                              |
| 17-11-2019                                                                   | Vilnius                                                                      | Lituania                                                                     | 1 – 0                                                                        | Nuova Zelanda                                                                | Amichevole                                                                   | -1                                                                           |                                                                              |
| 17-10-2023                                                                   | Londra                                                                       | Australia                                                                    | 2 – 0                                                                        | Nuova Zelanda                                                                | Amichevole                                                                   | -2                                                                           |                                                                              |
| 17-11-2023                                                                   | Atene                                                                        | Grecia                                                                       | 2 – 0                                                                        | Nuova Zelanda                                                                | Amichevole                                                                   | -2                                                                           |                                                                              |
| Totale                                                                       |                                                                              | Presenze                                                                     | 4                                                                            |                                                                              | Reti                                                                         | -6                                                                           |                                                                              |

## Palmarès

### Club
- Premier's Plate: 1

Auckland FC: 2024-2025

### Nazionale
- Campionato oceaniano di calcio Under-17: 1

2015